# كرستن ماير
كرستن ماير (بالسويدية: Kerstin Meyer)‏ هي مغنية أوبرا ومغنية سويدية، ولدت في 3 أبريل 1928 في ستوكهولم في السويد.

## وصلات خارجية
- كرستن ماير على موقع ميوزك برينز (الإنجليزية)
- كرستن ماير على موقع ديسكوغز (الإنجليزية)